# Ağlasun (stad)
Ağlasun (van het Griekse Αγαλασσός Agalassós, een nevenvorm van de antieke naam Σαγαλασσός - Sagalassós) is de hoofdplaats van het Turkse district Ağlasun. Op het grondgebied van deze gemeente is de befaamde archeologische site van Sagalassos gelegen. De burgemeester is Aydın Kaplan (MHP).